# Kibre Mengist
Kibre Mengist är en ort i Etiopien.   Den ligger i regionen Oromia, i den centrala delen av landet, 300 km söder om huvudstaden Addis Abeba. Kibre Mengist ligger 1 690 meter över havet och antalet invånare är 27 854.
Terrängen runt Kibre Mengist är platt åt sydväst, men åt nordost är den kuperad. Runt Kibre Mengist är det ganska tätbefolkat, med 56 invånare per kvadratkilometer. Närmaste större samhälle är Shakīso, 16,5 km söder om Kibre Mengist. Omgivningarna runt Kibre Mengist är en mosaik av jordbruksmark och naturlig växtlighet.